# Manabu Nikaidō
Manabu Nikaidō (二階堂 学; 6 giugno 1966) è un ex saltatore con gli sci giapponese.

## Biografia
In Coppa del Mondo esordì il 18 dicembre 1988 a Sapporo, ottenendo quello che sarebbe rimasto il suo miglior risultato in carriera (14°). Insieme con Masahiko Harada e Noriaki Kasai si classificò terzo nella prima gara a squadre, sperimentale, del circuito di Coppa del Mondo, il 3 marzo 1990 a Lahti.
In carriera prese parte a un'edizione dei Campionati mondiali, Val di Fiemme 1991 (34° nel trampolino normale) e a una dei Mondiali di volo, Vikersund 1990 (45°).

## Palmarès

### Coppa del Mondo
- Miglior piazzamento in classifica generale: 60º nel 1990